# スペース・オペラ・シアター
『スペース・オペラ・シアター』（フランス語: Théâtre D'opéra Spatial、英語: Space Opera Theater）は、2022年にジェイソン・マイケル・アレンによって生成AIを使用して制作されたデジタルアートである。画像生成AIプログラムMidjourneyを使用して制作された本作品は、2022年のコロラドステートフェアで開催された美術コンペティション・デジタルアート部に出品され、最優秀賞を受賞した。これは、生成AIを使用した作品が何らかの賞を受賞するという史上初の事例となった。

## 制作
制作者のアレンは、Midjourneyに624個のテキストプロンプトを投入して画像を生成し、Adobe Photoshopで細やかな修正を加えた後にGigapixel AIというツールを用いてスケーリングを行って作品を完成させたと述べている。
作品は遠くの景色が見渡せる大きな円形窓の前に三人の人物が立っているという情景を描いたものとなっている。出品の目的についてアレンは、AIという破壊的なテクノロジーが登場したことによる警鐘と、アーティストたちの立場を主張するためだったと述べている。
コロラドステートフェアのデジタルアート部門のコンペティションには11人が参加し、合計18枚の作品が出品された。アレンはMidjourneyを使用して制作したことを添えた上で『スペース・オペラ・シアター』を含む3作品を出品した。いずれの作品もSFジャンルのひとつであるスペースオペラをテーマとした作品であった。審査員のうちの2人はアレンの作品が生成AI由来のものであったと認知していなかったが、「いずれにしても最優秀賞を与えていただろう」と述べている。審査員として参加した美術史家のダグニー・マッキンリーは、『スペース・オペラ・シアター』についてルネサンス美術を想起させる作品であると評し、美術評論家のセバスチャン・スミーは、ギュスターヴ・モローを思い起こさせる筆致であると評した。アレンが出品した3作品は展示用にキャンバスへ印刷され、そのうち2作品が750ドルで売却された。アレンはこの金額について、制作に費やしたおよそ80時間に見合ったものだと好意的なコメントを残している。

## 批判
コロラドステートフェア自体は大きな問題なく終了したが、後にAIアーティストのジェネル・ジュマロンがことの経緯をXに投稿したところ大きな騒動となった。ジュマロンは、アレンがSincarnateというユーザーネームで受賞を報告するDiscordのスクリーンショットを貼付し、「AIが生成した作品でアートコンテストに応募し、一等賞を獲得した人がいる。そりゃあもう、クソみたいな話だ」と嫌悪感を露わに投稿した。
この投稿が大いに拡散され、デジタル分野だけでなく、広く芸術分野の様々なクリエーターらからコメントが寄せられる事態となった。アレンの作品は受賞に値しないと、声高に主張するアカウントも登場し、「ロボットがオリンピックに出場するようなものだ」と揶揄したり、マウリツィオ・カテランのコンセプチュアル・アート『コメディアン』のデジタル版にすぎないとする声などもあった。アレンはこうした声に対し「謝罪するつもりはない。私は優勝したし、ルール違反も侵していない。」と自身の正当性を主張する声明を発表している。なお、コロラドステートフェアは2023年以降ルール改定が行われ、応募作品に生成AIを使用したかどうかを明確化することを義務付けた。

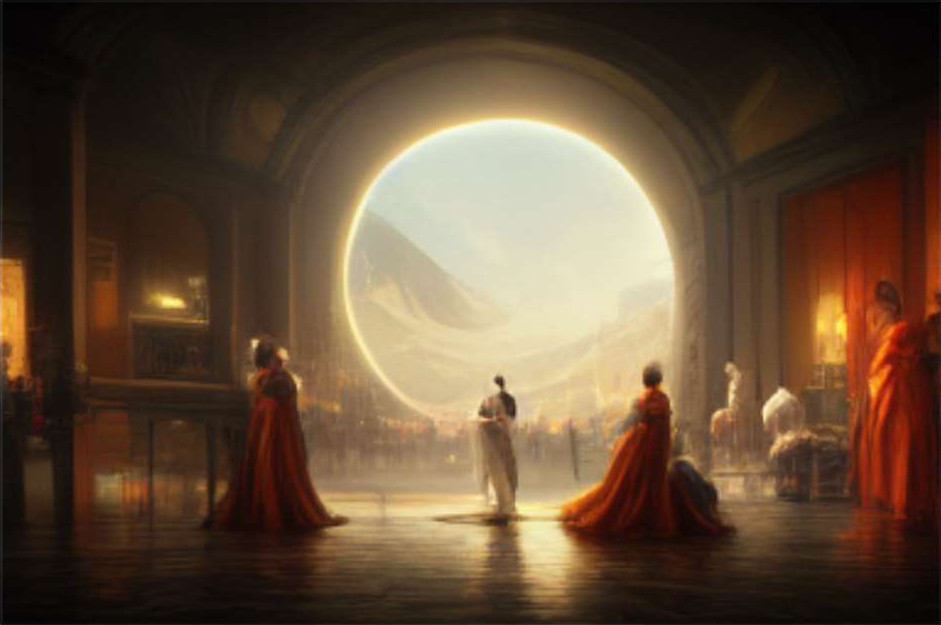
修正が施される前のMidjourneyのみを使用したバージョン。

## 著作権騒動
2022年9月21日、アレンはアメリカ合衆国著作権局に『スペース・オペラ・シアター』の著作権登録を申請した。審査にあたって著作権局はMidjourneyによって生成された画像の特徴を除外するよう促したが、アレンはこの提案を拒否し、画像全体の著作権を主張し、登録申請した。2022年12月、著作権局は「申請画像にはアレンの手によるものとMidjourneyの手によるものが不可分に融合し、分離不可能な状態となっている」と指摘し、この申請を却下した。翌年1月、アレンは再審請求を提出したが、同年6月に再度却下された。著作権局は「Photoshopを使用した編集部分は登録可能だが、MidjourneyやGigapixel AIを使用した編集部分は除外する必要がある」と改めて通告している。アレンはこの判定を不服とし、判例法および公共政策上の理由から登録は認められるべきとして、2023年7月12日に2回目の再審請求を提出した。
2023年9月5日、著作権局審査委員会はアレンの作品を登録しないことを最終通告した。その中で『スペース・オペラ・シアター』における人間の創作的要素はごく僅かであり、生成AIによる要素が支配的であるとして著作権保護の対象外であることを明示的に告げた。これは著作権に関するガイドラインの「人間以外の者が制作した作品は除外する」に合致するとコメントしており、生成AIが一般化する前より適用してきたガイドラインの基準を踏襲したものであるとしている。アレンは作品の著作権登録について引き続き努力していくことをコメントしている。